# Kasteel van Rozafa
Het Kasteel van Rozafa (Albanees: Kalaja e Rozafës) is een kasteel in Shkodër, in het noordwesten van Albanië. Gelegen op een 130 meter hoge rots torent het boven de omgeving uit. Door zijn ligging aan het meer van Shkodër, omgeven door de rivieren Bunë en Drin en vlak bij een van Albaniës belangrijkste steden, was het kasteel al in de oudheid strategisch belangrijk.

## Geschiedenis
Door die strategische locatie is de heuvel van het kasteel al ver voor het begin van onze jaartelling bewoond. De Illyriërs woonden er tot ze werden verslagen door de Romeinen in 168 voor Chr.
De versterkingen die momenteel nog te zien zijn, dateren voornamelijk uit de Venetiaanse periode. Het kasteel heeft heel wat belegeringen moeten doorstaan, waaronder die door de Ottomanen in 1478  en die door Montenegro in 1912. Het kasteel en zijn omgeving zijn een Archeologisch Park.

## Foto's

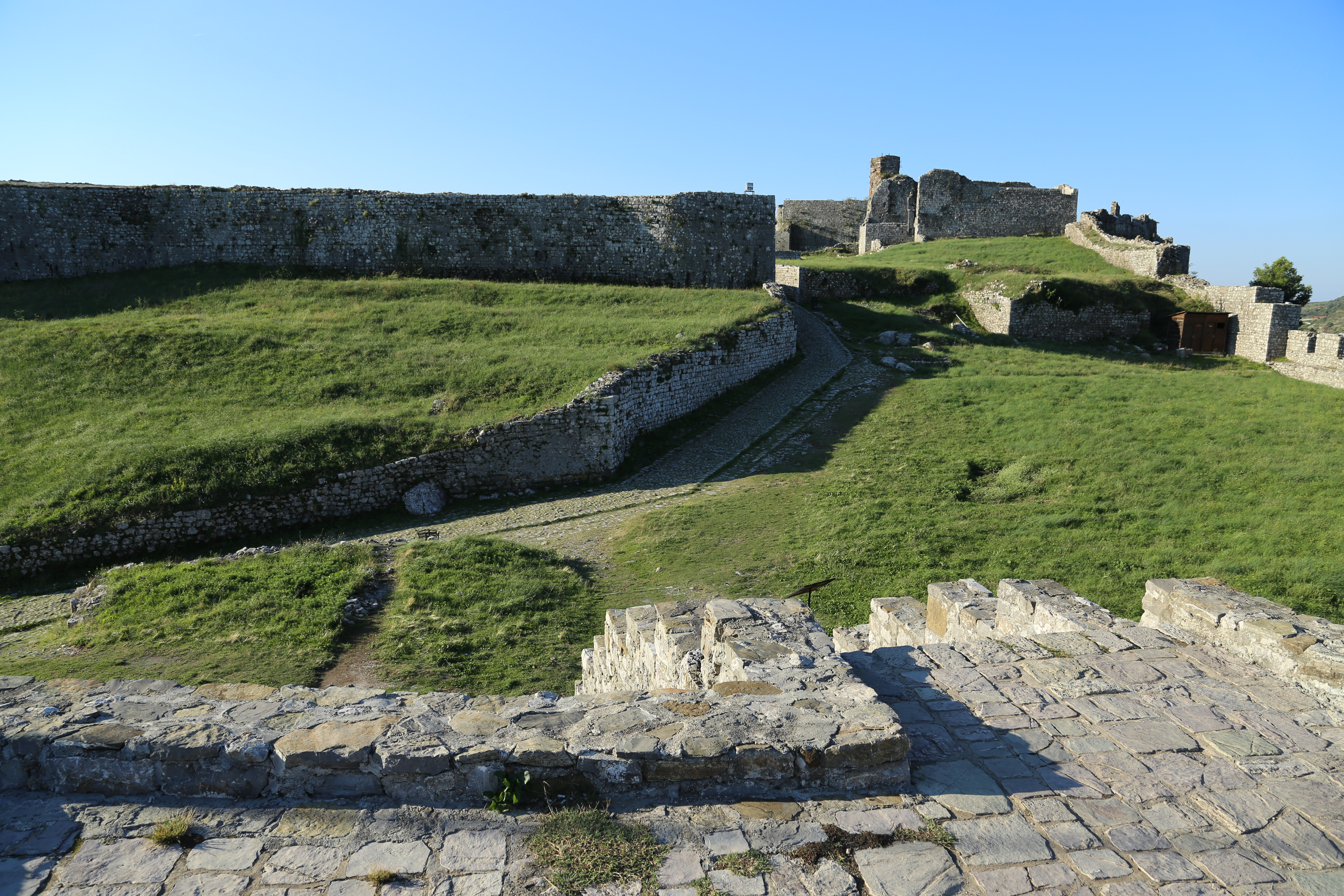
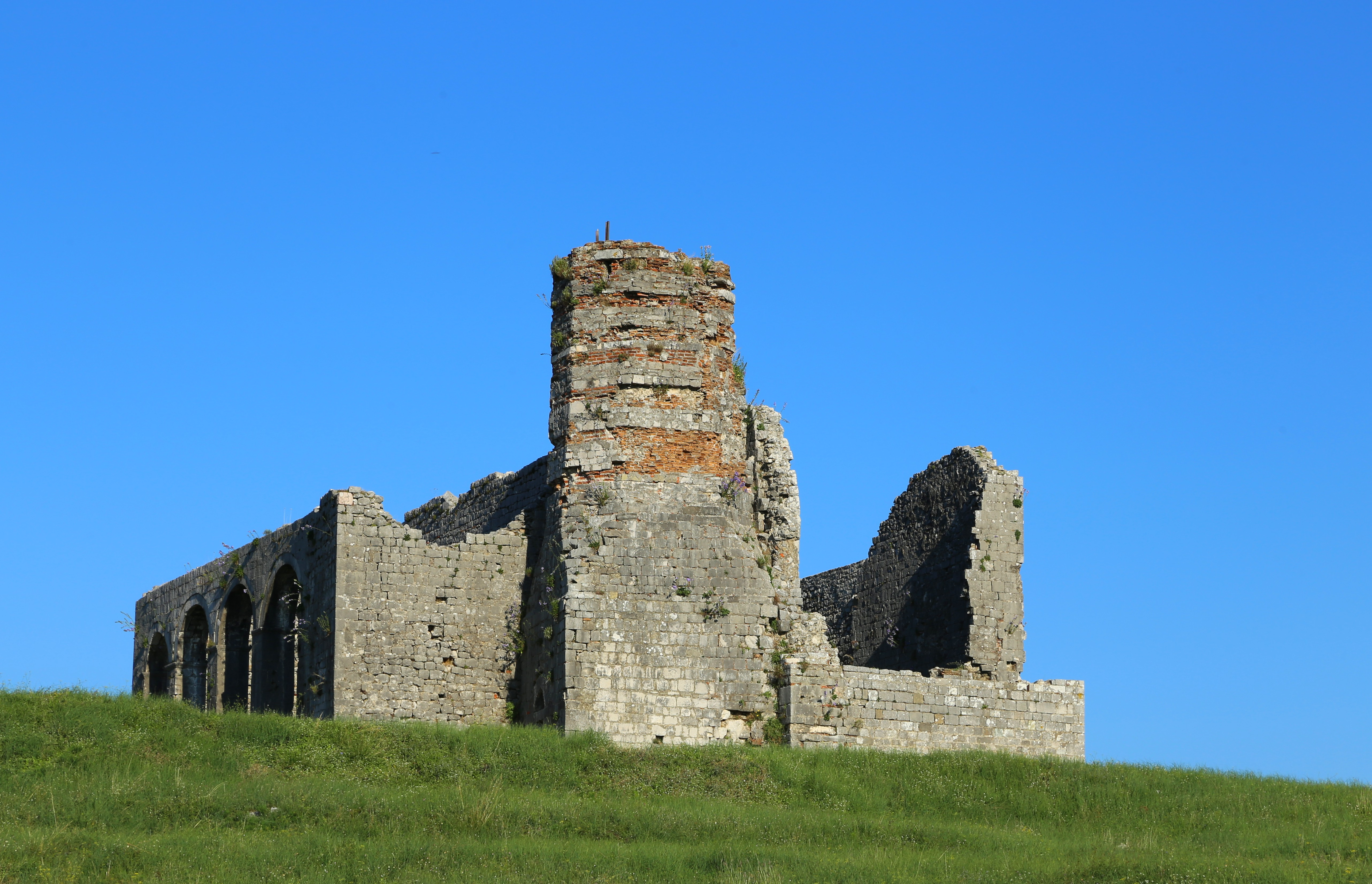
Minaret van de Fatih Sultan Mehmet-moskee
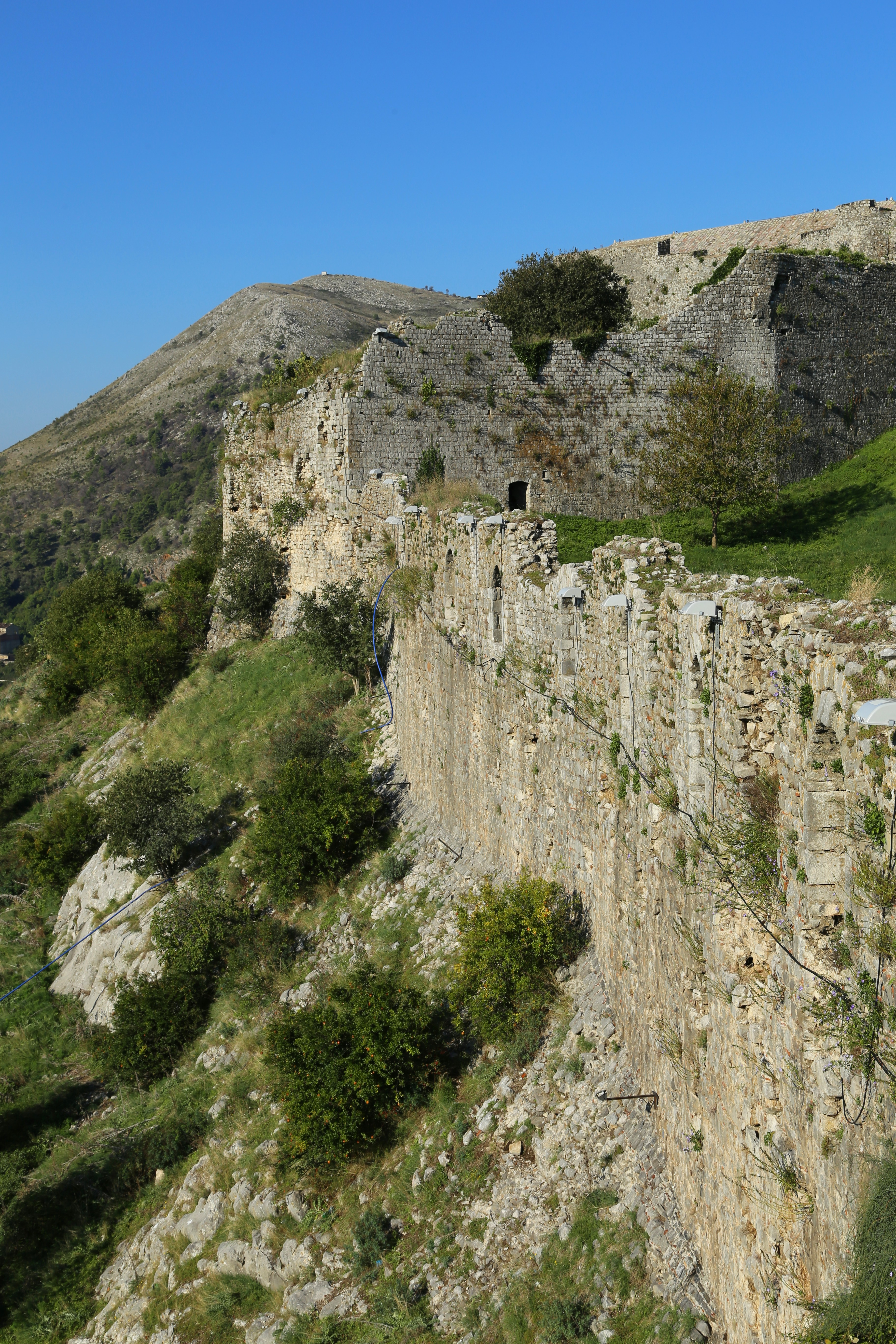
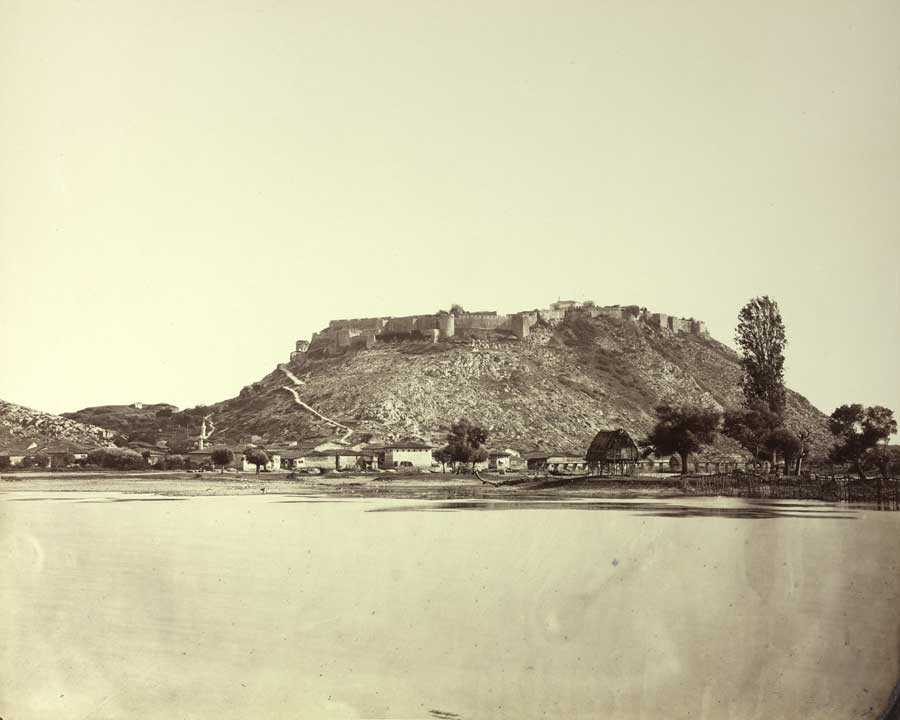
Kasteel van Rozafa in 1863
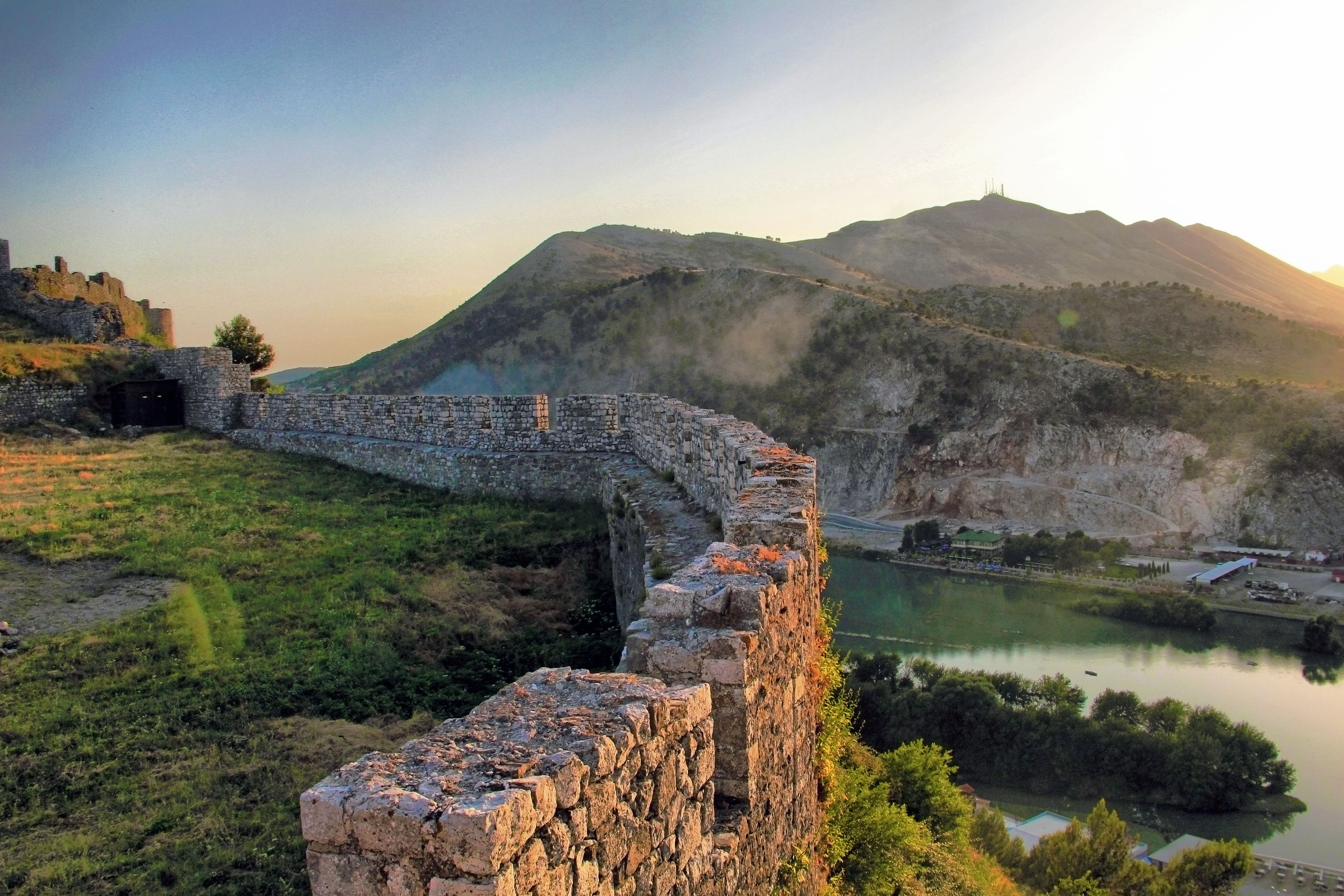
Ruïne van het kasteel
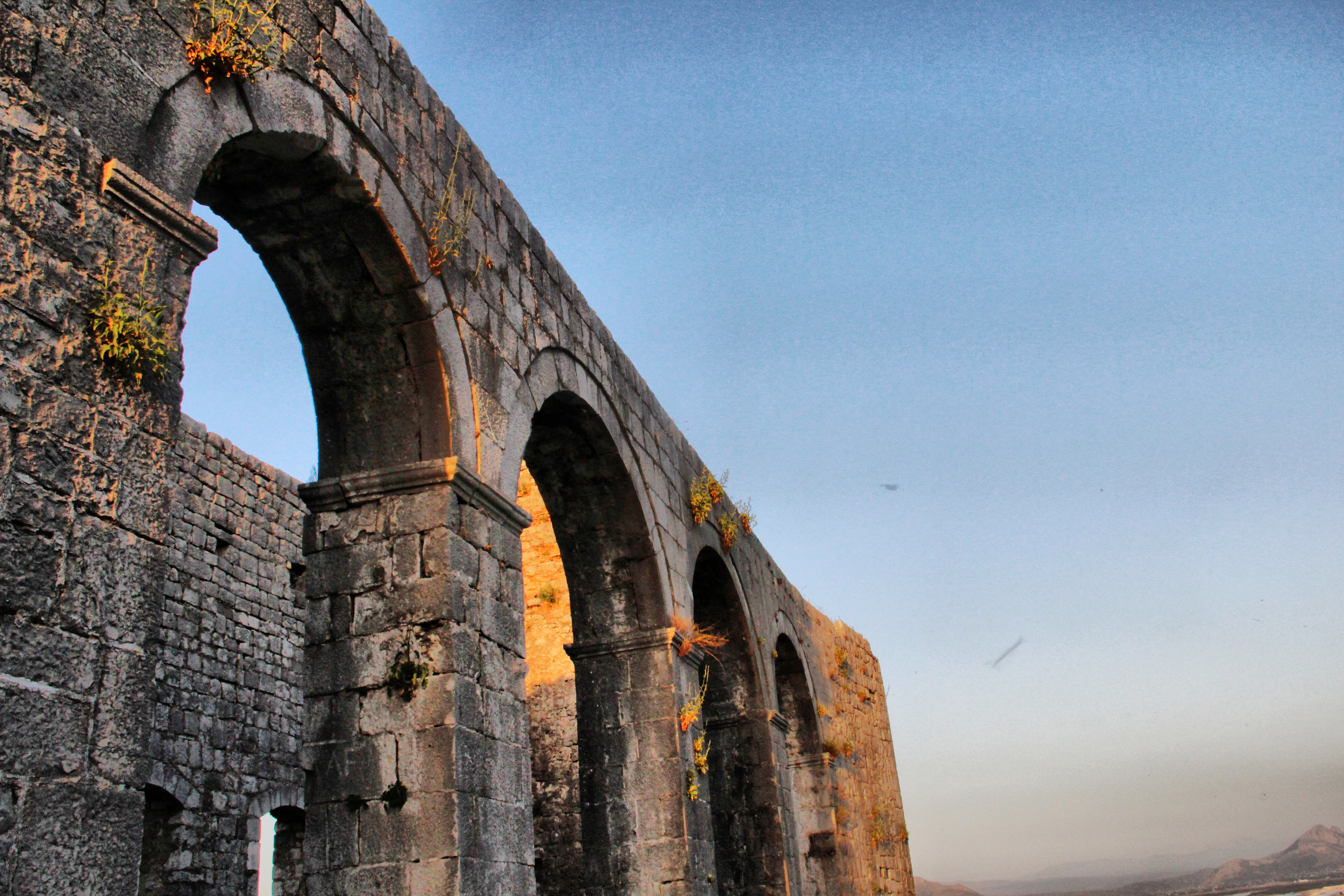
Onze-lieve-vrouwekerk